# キリコの風景
『キリコの風景』（キリコのふうけい）は、1998年に公開された明石知幸監督の日本映画。

## あらすじ
サラリーマンの村石陽介は、妻の霧子(キリコ)に貴金属の一つも買ってやりたいとアルバイトを始めたが、それは、空の消火器を売り付ける詐欺商法だった。消火器を買いそうな客を見つける為に集合住宅のポストの名札を見つめ、名前の筆跡や台紙の紙質まで吟味して、相手の人柄を見抜く“超能力”を身に着ける村石。
村石の商売は摘発され、刑務所に収監された。服役中に更に超能力を高め、刑期を終えて家に戻ったが、離婚した妻は姿を消していた。新婚旅行で訪れた函館に、妻が住みたいと言った事だけを頼りに、北海道まで探しに行く村石。函館空港のタクシー乗り場で超能力を駆使して運転手を吟味した村石は、西川が運転するタクシーに乗り込み、マンションを見るために一日付き合って欲しいと頼んだ。部屋探しの客だと思い、友人の不動産屋・海田(かいだ)を紹介する西川。海田の営業車に乗れば無料なのに西川のタクシーで走り続け、部屋を見るときも3人で動きたがる村石。
空き室の多いマンションは病んでいる。パワーを持った住人がいると活性化すると、独自の持論を展開し、ポストを見ただけで万引きを止められない主婦を見つけて改心させたり、壁に穴を開ける病んだ住人を諫める村石。村石が超能力で人助けしようとする姿に心酔し、休日も付き合う西川と海田。村石は、それが詐欺を働いたことへの罪滅ぼしになると考えているのだ。
実は霧子は函館で西川と同棲し、スナックを営んでいた。そうとは知らずに超能力で霧子のマンションを特定し、後日、１人で訪ねる村石。近所の目を気にした霧子は地元の人が行かない観光地に車で村石を連れ出し、復縁する気は無いと言って帰ってしまった。そんな村石たちの姿を目撃し、取り残された村石をタクシーに乗せる西川。人の好い西川が霧子の恋人だと知って、諦めがつく村石。
夜に、村石の泊まるビジネスホテルに来て、早く帰ってくれと頼む霧子。明日には帰るからと、霧子を散歩に誘う村石。自分が得た超能力を霧子に認めて欲しい村石は、放火事件が起こると予知し、犯人の“男”を追って行った。
放火現場の野次馬に混ざり、村石を待つ霧子。村石に超能力がある事は認めても、あまり感動しない霧子は、放火犯は“女”ですでに逮捕されたと話した。村石が追った“男”は「自分じゃないの？」と指摘し、西川の元へと帰って行く霧子。翌日、村石は西川のタクシーで空港へ向かい、函館を後にした。

## スタッフ
以下のスタッフ名は特に記載がない限りKINENOTEに従った。
- 製作総指揮 - 中村雅哉
- プロデューサー - 坂本忠久
- 監督 - 明石知幸
- 脚本 - 森田芳光
- 撮影 - 高瀬比呂志
- 音楽 - 木根尚登、葛城哲哉、嶋田陽一
- 主題歌 - 『UNKNOWN TOWN～見知らぬ街で～」 作詞/作曲/歌 木根尚登[2]
- 美術 - 鈴木清倫
- 録音 - 柿澤潔
- 照明 - 小野晃
- 編集 - 三條知生

## キャスト
- 杉本哲太 - 村石陽介[1]
- 小林聡美 - 霧子[1]
- 勝村政信 - 西川洋一[3]
- 利重剛 - 海田勉[3]
- 木根尚登 - 木崎始[3]
- 田口トモロヲ - 木村光[3]
- 赤星昇一郎 - 尾形[1]
- 中村久美 - 田村[1]
- 風見章子 - 香田[1]
- 日野陽仁[2]
- 佐藤恒治[2]
- 寺田千穂[2]
- 都和[2]
- 工藤龍生[2]
- 大塚麻衣子[2]
- 鈴木美香[2]
- 濱田英明[2]
- 高島彰[2]
- 酒井充子[2]

## 受賞歴
- 1998年度 第20回ヨコハマ映画祭
  - 日本映画ベストテン11位 『キリコの風景』（明石知幸）[4]